# Rue de la Mairie (Châtillon, Hauts-de-Seine)
Pour les articles homonymes, voir Rue de la Mairie.
La rue de la Mairie est une voie de communication du centre-ville de Châtillon dans les Hauts-de-Seine.

## Situation et accès

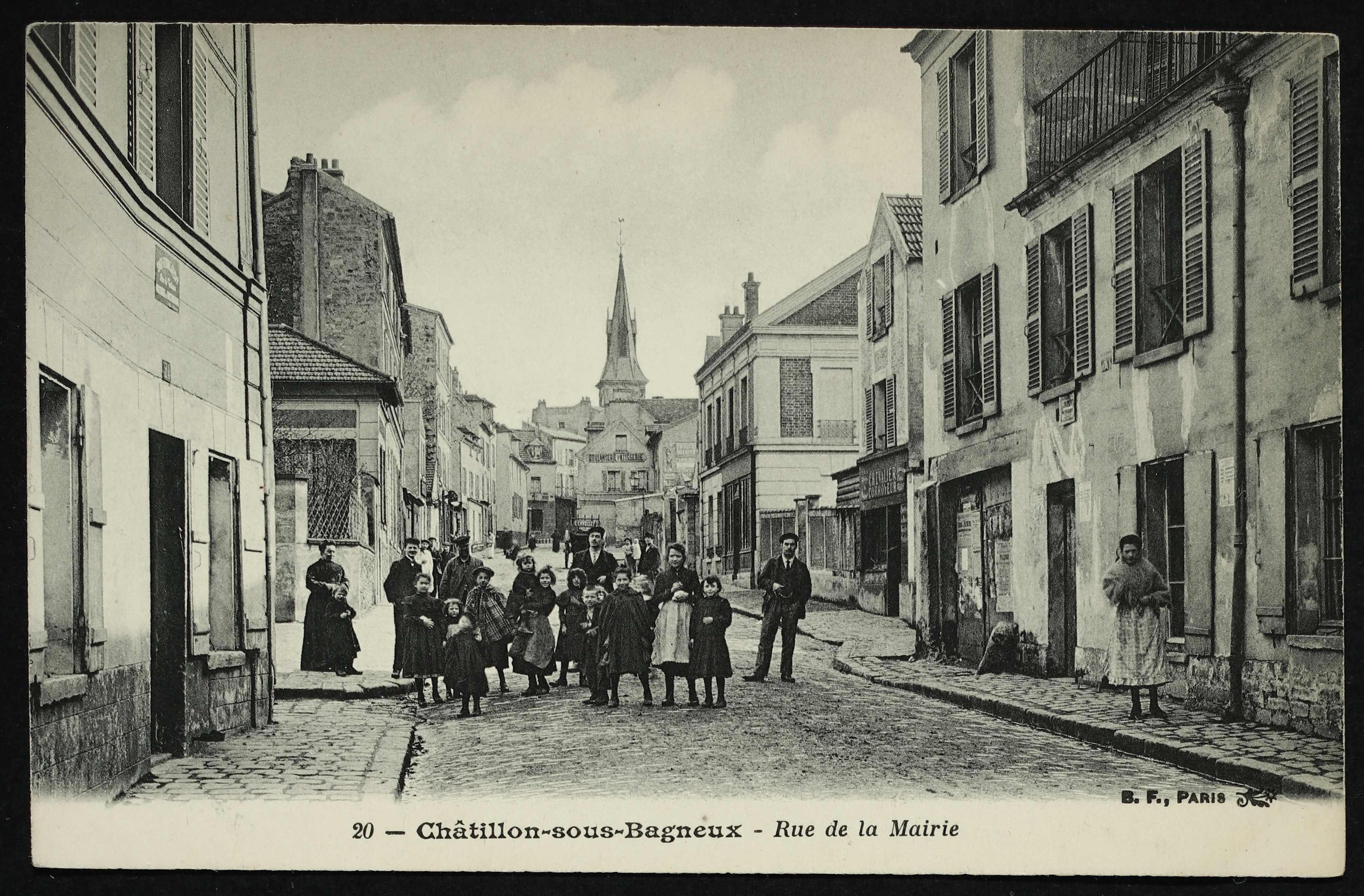
La rue de la Mairie, vers l'est.

Elle commence son tracé à l'angle de la route départementale 129A puis, après avoir marqué un virage à gauche puis à droite, rencontre la rue Sadi-Carnot puis l'allée Georges-Pompidou. Elle se termine au carrefour de la rue de la Gare dans l'axe de la rue de Bagneux.

## Historique

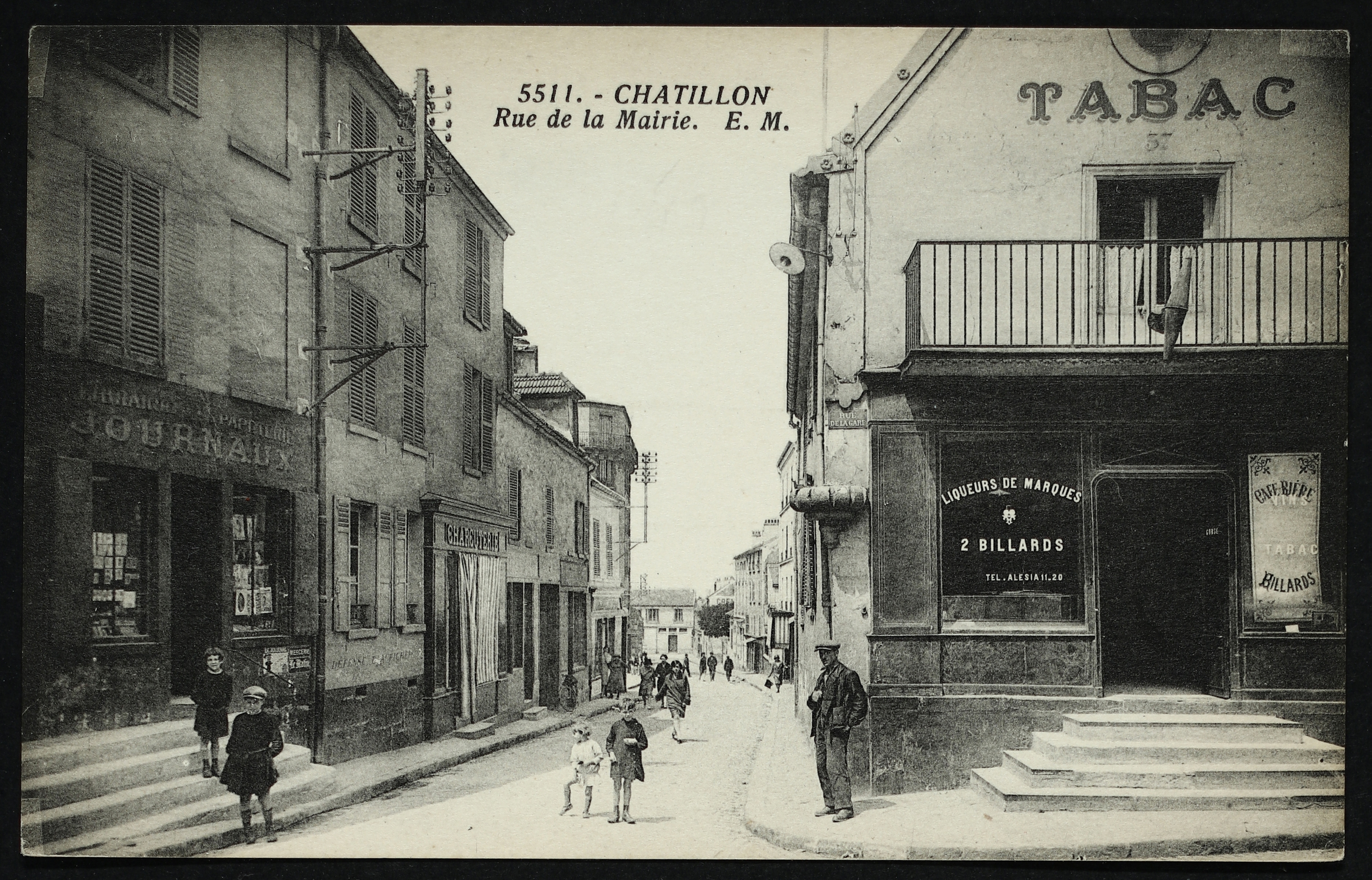
Un buraliste à l'angle de la rue de la Gare. Intact, il porte la même enseigne depuis plus d'un siècle.

Cette rue, implantée dans le centre historique, est le pôle commercial de la commune.

## Origine du nom

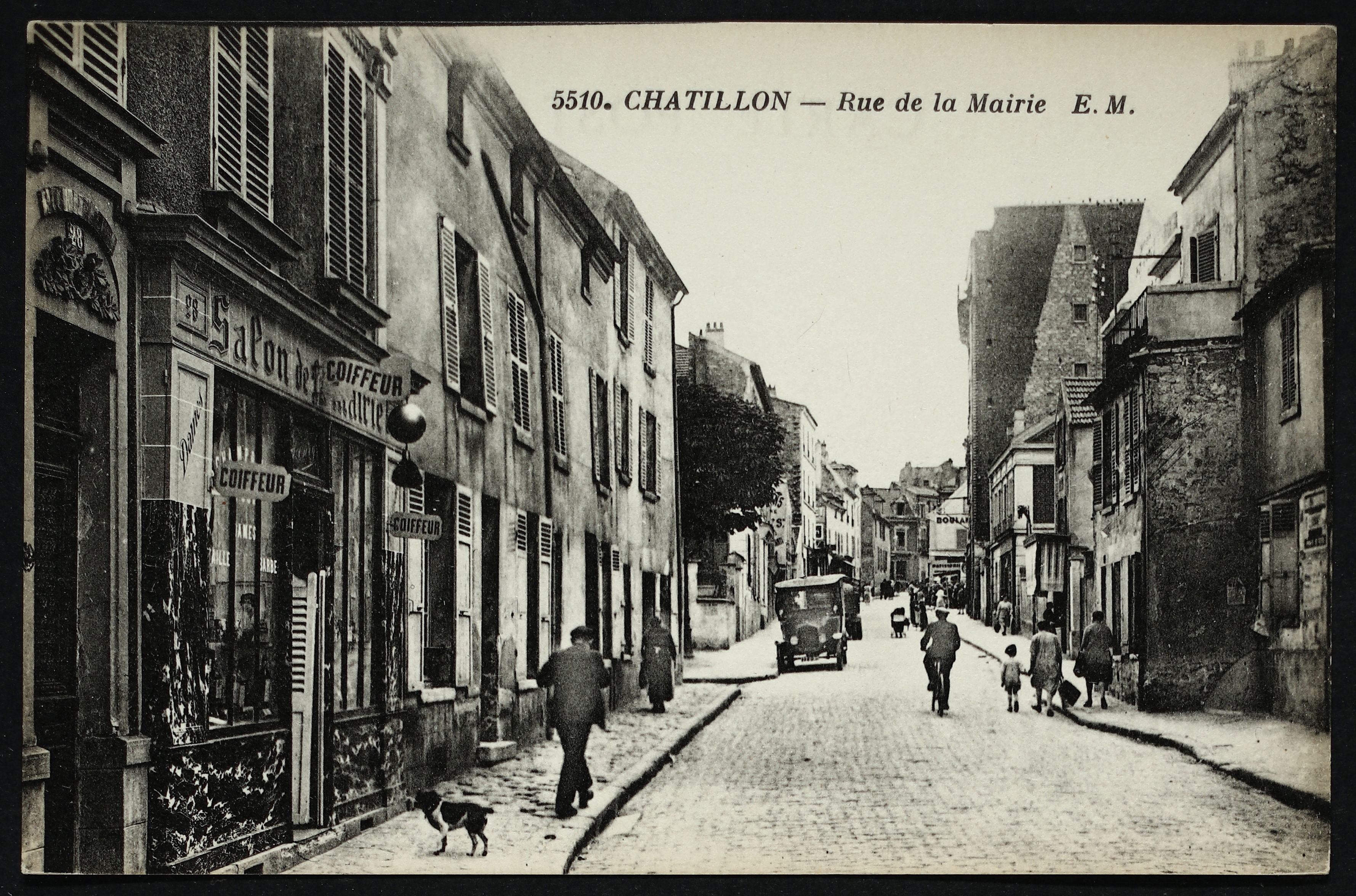
La rue de la Mairie vers 1900.

Le nom de cette rue fait référence à l'hôtel de ville de Châtillon, construit en 1850, vers lequel elle se dirige.

## Bâtiments remarquables et lieux de mémoire

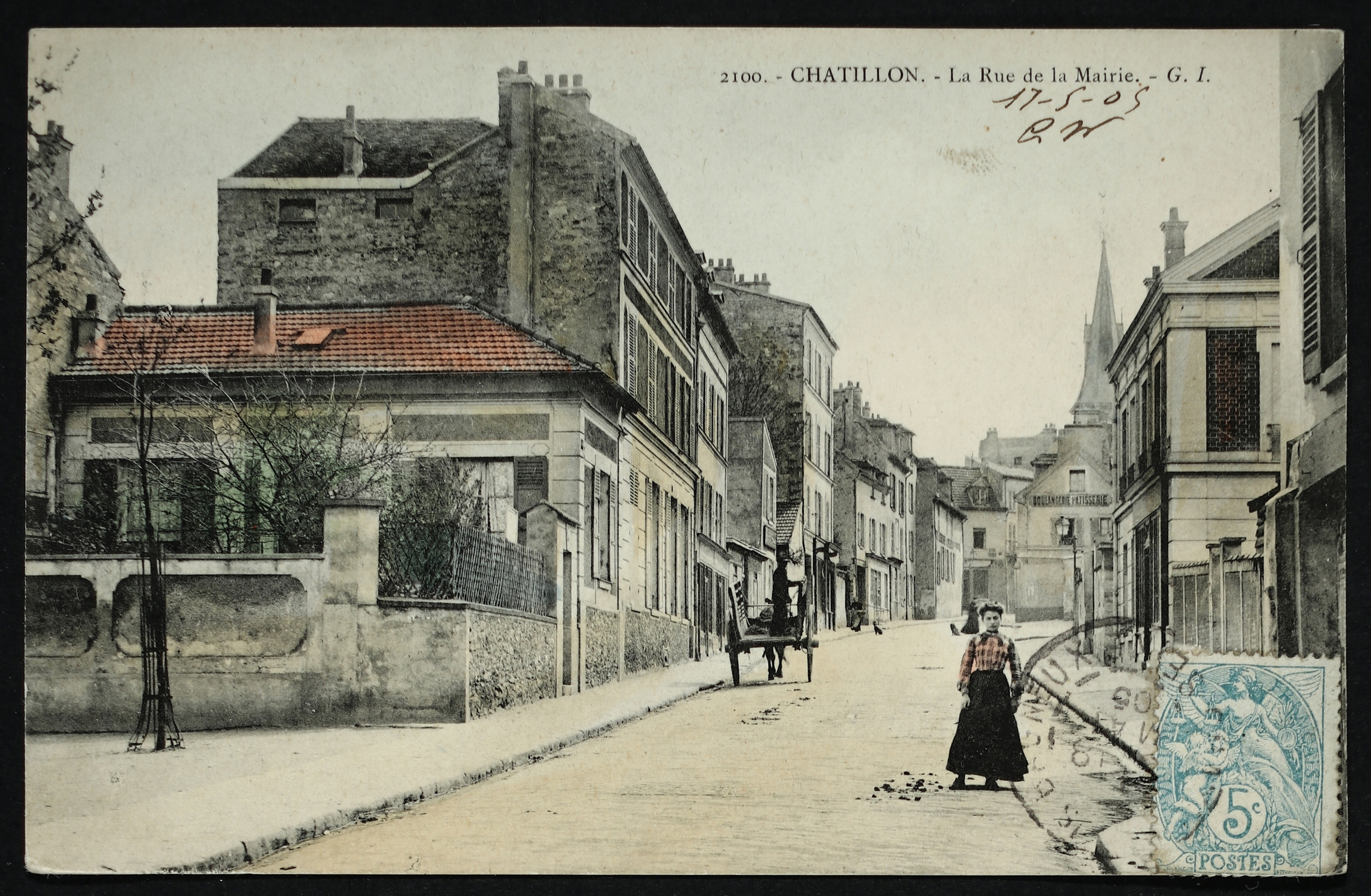
La rue de la Mairie, vue vers l'est. L'église est visible au fond.

- Église Saint-Philippe-et-Saint-Jacques de Châtillon[4].
- Au no 7bis, cinéma de Châtillon[5].
- Une fontaine acheminant les eaux de Fontenay. Cette fontaine est attestée en 1802[6].
- Au no 34, un immeuble du XIXe siècle, référencé dans la base Mérimée[7].
- Au no 36 se trouvait la fonderie Rudier[8], qui travailla notamment pour Auguste Rodin[9].
- Au bas de la rue, l'atelier du céramiste Edmond Lachenal, aujourd'hui disparu[10].
- Il s'y trouvait une école de filles, acquise par la municipalité en 1837[11].